# Toda Shinryūken Masamitsu
Det här är en artikel om en person med japanskt personnamn; Toda är familjenamnet.
Toda Shinryūken Masamitsu, född 1824, död 6 december 1909, (japanska 戸田真竜軒正光) var en stridskonstmästare som levde i Japan under slutet av Edo- och början av Meijiperioden. 
Toda tillhörde en familj som förvaltat ninjaskolan Togakure Ryū Ninjutsu i flera generationer (tillbaka till början av 1600-talet). Han innehade titeln huvudinstruktör vid en av Shogunatets fäktskolor en tid, men avsade sig den senare.
Toda Shinryūken Masamitsu är mest känd för att ha undervisat sin yngre släkting; Takamatsu Toshitsugu i familjens stridskonster:
- Togakure Ryū Ninjutsu (32:a generationens överhuvud)
- Gyokko Ryū Kosshijutsu (26:e generationens överhuvud)
- Kotō Ryū Koppôjutsu [16:e generationens överhuvud)
- Shinden Fudô Ryū (24:e generationens överhuvud)
- Kumogakure Ryū Ninjutsu (13:e generationens överhuvud)
- Gyokushin Ryū Ninjutsu (19:e generationens överhuvud)

Innan sin död överlämnade han förvaltningen av dessa skolor till unge Takamatsu Toshitsugu.